# Antoine Louis François de Béziade
Antoine Louis François de Béziade, comte puis (1799) duc d'Avaray, né à Paris le 8 janvier 1759 et mort à Madère le 4 juin 1811, est un gentilhomme français, compagnon d'exil de Louis XVIII et l'un des favoris de ce prince.

## Biographie

### Ancien régime
Aîné des fils de Claude Antoine de Béziade (1740-1829), marquis d'Avaray, Antoine Louis François de Béziade entre au service en 1774 comme sous-lieutenant dans le régiment de La Couronne, commandé par son père. Il est ensuite nommé capitaine dans ce régiment en 1777, puis, en 1779, aide-maréchal-général des logis du corps d'armée commandé par le maréchal de Vaux et destiné à effectuer un débarquement de troupes en Angleterre.
En 1782, le comte d'Avaray sert au siège de Gibraltar, en qualité d'aide de camp du duc de Crillon. On le nomme colonel en second du régiment de Boulonnais en 1782 et il en est le commandant en chef en 1788 au camp de Saint-Omer.

### Fuite du comte de Provence
Il fait son entrée à la cour en 1775 comme maître de la garde-robe de Louis Stanislas Xavier de France (futur Louis XVIII), frère de Louis XVI. Il est décrit par le futur roi, dans le livre d'Évelyne Lever"Louis XVIII" : « Chétif, de santé fragile, mais doué d'un caractère aussi irascible qu'enflammé, Avaray, autant par son extrême docilité que par la fougue qu'il mettait à exalter le moindre des faits et gestes de son maître, avait fini par attirer sa bienveillance. »
En 1791, il joue un rôle important dans l'évasion du futur roi du Petit Luxembourg. Personne de la Maison n'a été mis dans la confidence des projets du prince, mais la maîtresse de celui-ci, la comtesse de Balbi, le convaic d'en informer d'Avaray. La comtesse part seule pour Bruxelles tandis que le prince, accompagné de d'Avaray, la rejoindrait en suivant un autre itinéraire et en se faisant passer pour un Anglais.
La date de la fuite de la famille royale est fixée au lundi 20 juin 1791, le comte de Provence fixe son départ à la même date. Il en informe le comte d'Avaray. Ils planifièrent ensuite leur évasion du Petit Luxembourg vers la Belgique, ils choisissent d'utiliser des chevaux de poste plutôt que d'avoir recours à des relais, afin de ne pas éveiller l'attention. Au soir de la date fixée par Monsieur et d'Avaray, ils quittent le palais à pied et montent dans un fiacre qu'ils abandonnent à la l'Hôtel de la monnaie avant de retrouver leur voiture près du Collège des Quatre-Nations. Évelyne Lever rapporte les propos de Louis XVIII sur le comte lors de la fuite dans son livre "Louis XVIII" : « "Au Bourget !", lance avec un terrible accent anglais le comte d'Avaray. Ils sont désormais Michel et David Foster. La grande aventure commence. Avaray n'était pas plus troublé des difficultés que si un jeune homme de ses amis l'eut prié de le mener au bal de l'Opéra à l'insu de ses parents, écrira plus tard Louis XVIII. La comparaison laisse rêveur ! » . La voiture atteint Nanteuil au lever du jour. À Avesnes-sur-Helpe ils réparent une roue qui s'est brisée. Ils franchissent la frontière belge le soir. Le prince passe la nuit à Mons, où il a retrouvé Mme de Balbi, et repart le lendemain.  Le 3 juillet, lorsque le prince quitte Bruxelles pour Coblence, ils font étape à Liège et Louis XVIII racontera plus tard, « avec un lyrisme bien inattendu chez un être aussi peu enclin aux épanchements » : « Nous n'eûmes, d'Avaray et moi qu'une même chambre [...] Cette circonstance qui me rappelait le temps peu éloigné où voyageant à peu près dans le même pays, nous existions seuls l'un pour l'autre sur la surface de la terre, me fit un vrai plaisir. »

### Émigration
Le comte d'Avaray est nommé capitaine des gardes de Monsieur[Quand ?], il fait la campagne de 1792 avec ce titre. Il devient maréchal de camp en 1795, et capitaine de la compagnie écossaise des gardes du corps du roi (le prince, comte de Provence, a pris le titre en 1796 de roi de France sous le nom de Louis XVIII) à la mort de son neveu, prisonnier au Temple.
Le comte aide le roi à sortir de Vérone et rejoint l'armée de Condé campée sur la rive droite du Rhin. Il participe à l'union des royalistes et négocie la libération de la fille de Louis XVI, Madame Royale.
En 1799, Louis XVIII érige en faveur de d'Avaray le comté de L'Isle-Jourdain en duché-pairie, sous le nom d'Avaray. Cette érection est confirmée et régularisée en 1817 avec réversion au profit du père du premier duc. Dès le 1er juillet 1795, Louis XVIII accorde au comte d'Avaray la concession transmissible de l'écu au lys de France, ajouté à ses armoiries ainsi que la devise « VICIT ITER DURUM PIETAS ».
En qualité de représentant de Louis XVIII, le comte d'Avaray échange une correspondance diplomatique avec Joseph de Maistre, ministre plénipotentiaire du roi de Sardaigne à Saint-Pétersbourg.
Il souffre depuis son départ de France avec le Prince, d'un crachement de sang qui, dans le voyage même, donnait déjà des inquiétudes pour ses jours. Il y succomba dans l'île de Madère le 4 juin 1811 où il était allé pour tenter de rétablir sa santé.

## Sources